# Olympic Experience Amsterdam
Olympic Experience Amsterdam was het Nederlands sportmuseum, gevestigd in het Olympisch Stadion in Amsterdam.

## Geschiedenis
Sinds 1995 was het Nederlands Sportmuseum Olympion gevestigd in Lelystad. Na enkele jaren raakte het in financiële problemen en werd het museum gesloten. De sluiting verliep hoogst onzorgvuldig: ter beschikking gestelde trofeeën en dergelijke werden buiten weten van de betrokkenen op een openbare veiling verkocht. Kanovaarster Mieke Jaapies zag toevallig haar eigen kano, die ze aan het museum ter beschikking had gesteld, op een internetveiling te koop staan en kon hem nog terugkopen.
Vervolgens werd gezocht naar een meer perspectief biedende locatie. Die werd gevonden in het Olympisch Stadion, waarnaar in 2005 verhuisd werd. Het was lang de bedoeling een grotere locatie in Amsterdam te vinden, maar dit bleek niet haalbaar. Nadat de Nederlandse overkoepelende sportorganisatie NOC*NSF in 2014 had besloten te stoppen met het steunen van het museum, sloot op 18 oktober 2014 de Olympic Experience de deuren.

## Collectie
De Olympic Experience concentreerde zich op tien sporten: schaatsen, ruitersport, atletiek, voetbal, judo, roeien, wielrennen, hockey, tennis en zwemmen. Er waren voorwerpen te zien uit de Nederlandse sportgeschiedenis, zoals de fiets waarop Jan Janssen in 1968 de Ronde van Frankrijk won, de oudste Olympische medaille die door Nederlandse sporters gewonnen is (de bronzen van het Nederlands voetbalelftal uit 1912) en historische sportkleding en -attributen. Daarnaast werden filmbeelden uit het archief van Studio Sport en foto's van het ANP vertoond.
Tevens is in de Marathonpoort, de hoofdingang van het stadion, een Wall of Fame aangebracht, een uitbreiding van de reeds in 1928 aangebrachte eregalerij, waarop alle Nederlandse winnaars van gouden medailles zijn vermeld. Na de sluiting van het museum is deze muur blijven bestaan.

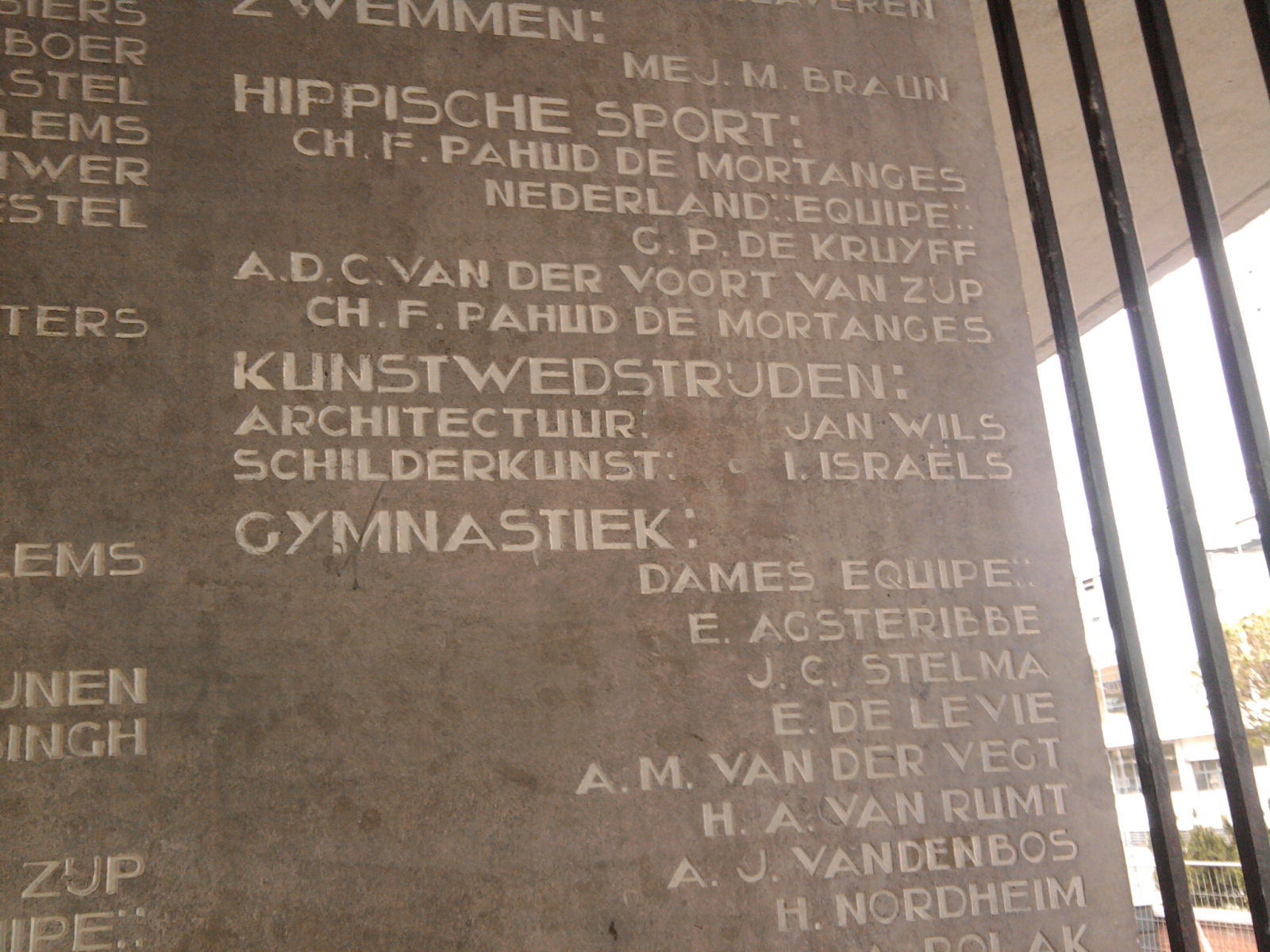
Deel van de eregalerij van 1928
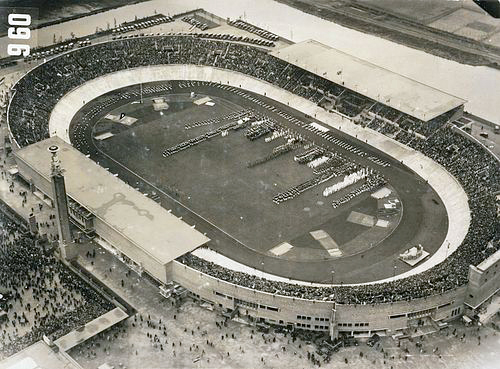
Het Olympisch Stadion in 1930
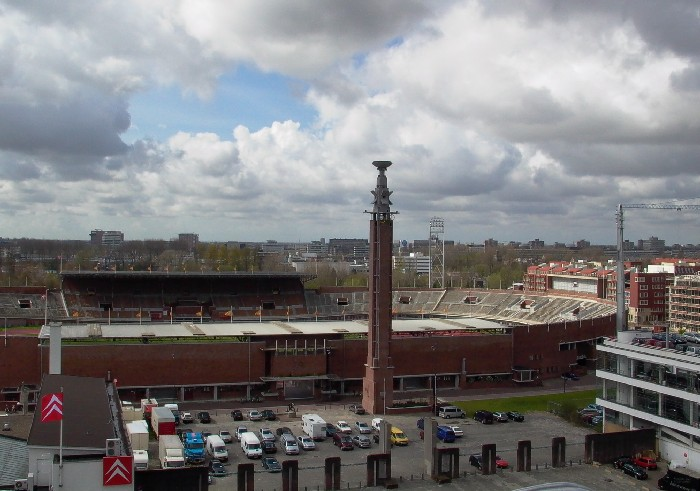
Het stadion in 2004